# X.Y.Z.
Pour plus de détails, voir Fiche technique et Distribution.
X.Y.Z. est un film français de court métrage réalisé par Philippe Lifchitz, sorti en 1960. 

## Synopsis
Un homme solitaire, X, se promène dans le cimetière des chiens comme il le fait chaque jour afin de méditer, livré à l'égocentrisme. Il voit, sans réagir, un inconnu - Y - qui se jette dans la Seine : de l'autre côté du fleuve, un jeune sauveteur - Z - plonge et ramène Y sur la berge. On découvre finalement que X, Y et Z ont le même visage.

## Fiche technique
- Titre : X.Y.Z.
- Réalisation : Philippe Lifchitz
- Assistant réalisateur : Jean-Claude Romer
- Scénario : Philippe Lifchitz
- Commentaire dit par Jacques Dufilho
- Photographie : Maurice Barry
- Musique : Jean Françaix
- Montage : Jasmine Chasney
- Conseiller artistique : Pierre Prévert
- Production : Argos Films
- Pays d'origine :  France
- Format : Noir et blanc - 35 mm
- Genre : Documentaire
- Durée : 11 minutes
- Date de sortie : 1960

## Distribution
- Jacques Herlin
- Jacques Dufilho

## Récompense
- 1960 : 6e édition des Journées internationales du film de court-métrage à Tours - Prix de la critique internationale[1]